# Leptogaster ludens
Leptogaster ludens är en tvåvingeart som beskrevs av Charles Howard Curran 1927. Leptogaster ludens ingår i släktet Leptogaster och familjen rovflugor.
Artens utbredningsområde är Kongo. Inga underarter finns listade i Catalogue of Life.